# 화학적 시냅스

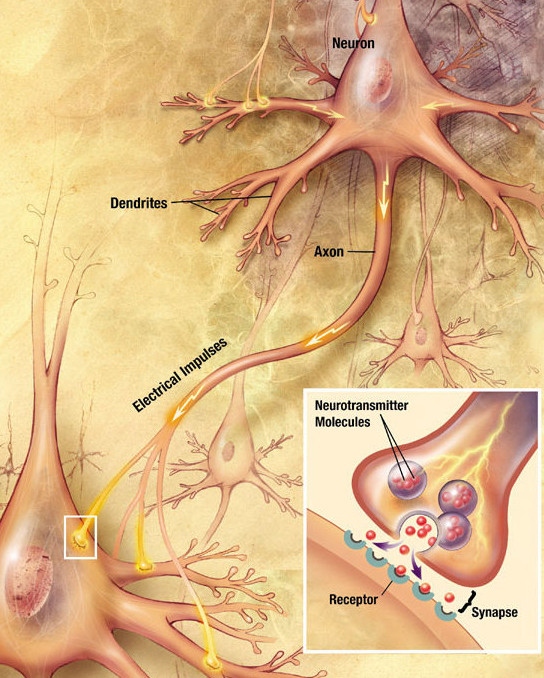

화학적 시냅스(영어: chemical synapse) 또는 화학 시냅스는 근육 또는 샘에서와 같이 신경 세포 또는 비신경 세포 사이에 신호를 보낼 수 있는 생리학적 연결 부위를 말한다. 이것은 생물학 계산을 하는 데 있어 매우 중요한 기능을 한다. 이것은 신경계가 몸 안의 다른 기관계와 연결하고 조절하게 끔 만든다. 화학적 시냅스에서 하나의 신경 세포는 신경전달물질을 다른 신경 세포에 근접한 작은 공간으로 방출한다. 이 조그만 방에 담긴 신경전달물질을 시냅스 소포라고 한다.

## 같이 보기
- 시냅스